# Eugène Magne
Eugène Magne est un homme politique français, né le 13 novembre 1873 à Avignon et mort le 23 novembre 1950 à Nîmes. Proche de l'Action française, ami de Léon Daudet, il siège comme député à la Chambre bleu horizon de 1919.

## Biographie
D'abord administrateur du journal occitan L'Éclair, il est ensuite élu au conseil municipal de Nîmes et au conseil général du Gard.
Après la Première Guerre mondiale, en 1919, il se présente aux élections législatives sur la liste d'Union nationale. Élu député, il s'inscrit au groupe des Indépendants de droite, dominé par l'Action française, et à diverses commissions, comme celle des assurances et de la prévoyance sociale ainsi que celle des douanes et des conventions commerciales.
Il se distingue en séance publique en pointant l'impéritie du gouvernement dans sa politique étrangère avec l'Allemagne vaincue. En effet, en laissant à cette dernière sa puissance intacte, il souligne le risque d'une revanche germanique, cohérent en cela avec la position officielle de l'Action française,.    
Le 1er avril 1922, lui et ses collègues Charles Ruellan, Pierre Jurie-Joly, Henri de La Ferronnays, Jean Le Cour-Grandmaison et Jean Ybarnégaray empêchent Aristide Briand de justifier à la tribune la politique étrangère de son gouvernement (tombé en janvier 1922) par leurs interruptions constantes. En effet, ils considèrent que Briand a fait preuve de pusillanimité dans la négociation des indemnités de guerre allemandes en refusant d'aller contre l'avis du cabinet britannique.   
Il critique aussi les problèmes fiscaux et budgétaires de la France. En effet, les finances de cette dernière peine à se relever de la Première Guerre mondiale : le franc s'effondre sur le marché des changes et la France devra attendre 1928 pour que Raymond Poincaré décide enfin une dévaluation, entérinant la baisse de pouvoir d'achat qui a eu lieu durant la guerre et l'après-guerre.   
Il se représente aux élections de 1924 mais n'est pas réélu. Dès lors, il quitte la vie politique.
Il est un ami et un collaborateur de Léon Daudet.
En 1936, il félicite Xavier Vallat pour avoir attaqué Léon Blum sur sa judéité à la tribune de la Chambre des députés :
« Mon cher ami, bravo ; vous avez soulagé nos âmes. Nous avons les yeux fixés sur vous, presqu’amoureusement. »

## Mandats
- Conseiller municipal de Nîmes
- Conseiller général du Gard
- Député du Gard (1919-1924)